# Shantiganj
Dakshin Sunamganj (en bengali : দক্ষিণ সুনামগঞ্জ) est une upazila du Bangladesh dans le district de Sunamganj. En 2011, on y dénombrait 183 881 habitants.